# Antonio Porta (baloncestista)
Antonio Porta (Firmat, Provincia de Santa Fe, 28 de octubre de 1983) es un ex-baloncestista argentino-italiano. Fue miembro de la selección de básquetbol de Argentina entre 2005 y 2008, llegando a disputar el torneo de baloncesto de los Juegos Olímpicos de Pekín 2008 donde obtuvo la medalla de bronce, razón por la cual es considerado un integrante de la Generación Dorada. Como jugador profesional actuó brevemente en su país, y luego completó una extensa carrera en el baloncesto europeo en clubes de Italia, Rusia, España y Dinamarca. 

## Trayectoria

### Argentina
Formado como base en la cantera de Argentino de Firmat, demostró en las categorías del ascenso argentino tener grandes condiciones para el baloncesto. Por ese motivo en 2000 fue fichado por Echagüe, club entrerriano que militaba en el TNA. En su primera temporada tuvo muy pocos minutos de juego, pero en la siguiente actuó con más regularidad, demostrando la verdadera dimensión de su talento (promedió 8.6 puntos por partido). 

### Europa
A mediados de 2002 firmó contrato con el Esseti Imola, un equipo de la Legadue. Sin embargo sólo jugó 10 partidos antes de ser reclutado por el Basket Livorno, club con el que consiguió el salto de categoría. Su debut en la Serie A fue contra el Oregon Scientific Cantù en diciembre de 2002. Porta permaneció en Livorno hasta el verano de 2006 ganándose la titularidad por su buen rendimiento, y pasó luego al Angelico Biella. Al finalizar la temporada con su nuevo equipo había registrado promedios de 7.8 puntos, 3.4 rebotes, 3.1 asistencias y 2.1 robos por partido.  
Migró a Rusia en 2007, contratado por el Spartak San Petersburgo.	Un año después retornó a tierras italianas para incorporarse al Air Avellino. Fue el segundo base del equipo, por lo que su promedio de minutos de juego por partido decayó considerablemente comparado con el de las temporadas precedentes. En noviembre de 2010, después de haber sido desafectado del plantel del Air Avellino, se sumó al Tezenis Verona, regresando así a la Legadue. 
Tras dos años con los veroneses sin poder conseguir el ascenso, cambió de club (pero no de categoría) al fichar con el Scafati Basket para jugar la temporada 2012-13. Sin embargo su entrenador lo apartó del plantel en febrero de 2013, poco antes de que concluyera el certamen. Tuvo así Porta la oportunidad de desembarcar en el baloncesto de élite de España, convocado por el Blancos de Rueda Valladolid después de que Alex Renfroe se marchara a Alemania. De todos modos sólo jugó unos pocos partidos antes de ser desafectado del club.
Pese a recibir propuestas para retornar a su país de origen, el base optó por continuar su carrera en Europa. Por ese motivo aceptó la propuesta de jugar en los Svendborg Rabbits de la Basket Ligaen de Dinamarca, un certamen de mucho menor nivel que los que había participado previamente. Con ese equipo se consagraría campeón de la Copa de baloncesto de Dinamarca en 2014. En abril de 2015 marcó un record de su carrera al anotar 48 puntos en un encuentro en el que Svendborg Rabbits se impuso ante Horsens IC por 102-89.
En enero de 2016 dejó a los daneses para retornar una vez más a Italia con la misión de reforzar al Amici Pallacanestro Udinese y ayudarlos a ascender de la Serie B a la Serie A2. Logrado el objetivo, volvió a los Svendborg Rabbits donde jugaría su última temporada antes de retirarse de la práctica profesional del baloncesto. Posteriormente continuó vinculado al club danés, trabajando en el área de formación de jóvenes talentos. 

## Selección nacional
Porta debutó con la selección de básquetbol de Argentina en 2005 y actuó en un total de 30 encuentros. En 2008 formó parte del plantel que fue medallista en los Juegos Olímpicos de Pekín, luego de ser convocado por el entrenador Sergio Santos Hernández tras la renuncia de Juan Ignacio Sánchez al equipo nacional.

### Participaciones en campeonatos internacionales de selecciones
| Campeonato                                | Sede          | Resultado |
| ----------------------------------------- | ------------- | --------- |
| Copa Continental Stankovic 2005           | Pekín         | 2°        |
| Campeonato FIBA Américas de 2005          | Santo Domingo | 2°        |
| Torneo Sudamericano de Básquetbol de 2006 | Caracas       | 3°        |
| Torneo de las Américas de 2007            | Las Vegas     | 2°        |
| FIBA Diamond Ball 2008                    | Nankín        | 1°        |
| Juegos Olímpicos 2008                     | Pekín         | 3°        |